# Lineacoelotes
Lineacoelotes là một chi nhện trong họ Agelenidae.